# Richard Carrington

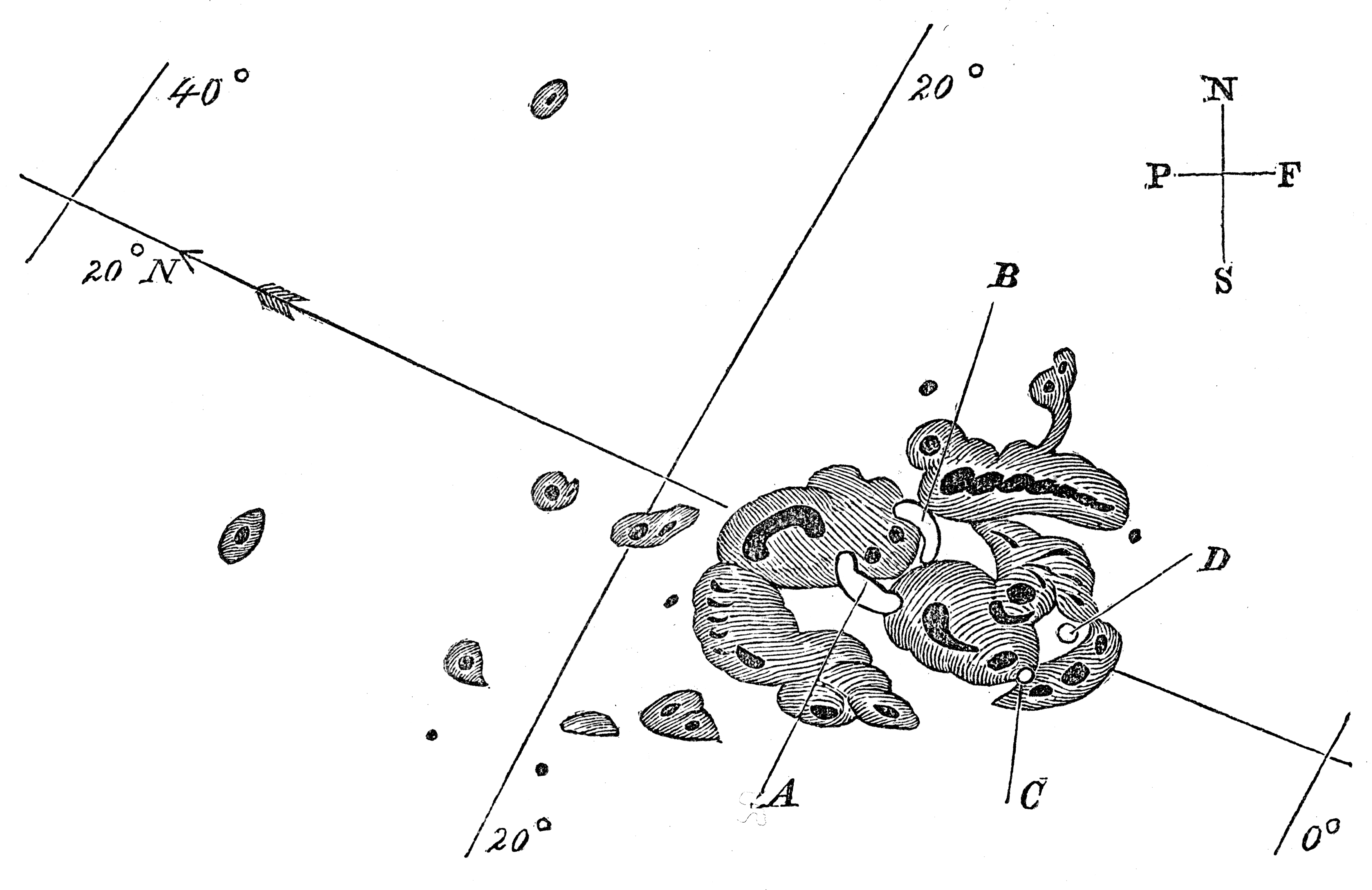
Desenul petelor solare observate în data de 1 septembrie 1859 de Richard Christopher Carrington

Richard Christopher Carrington (n. 26 mai 1826 – d. 27 noiembrie 1875) a fost un astronom amator englez ale cărui observații astronomice din 1859 au arătat în primul rând existența exploziilor solare, precum și influența lor electrică asupra Pământului și asupra aurorelor sale; și ale căror evidențe 1863 de observații petelor solare a demonstrat rotația diferențiată a Soarelui.  